# Викобонегизио
Викобонегизио (итал. Vicoboneghisio) јесте насеље у Италији у округу Кремона, региону Ломбардија.
Према процени из 2011. у насељу је живело 342 становника. Насеље се налази на надморској висини од 25 м.